# Portaalaandrijving

Een vergelijking tussen een planetaire as en een portaalas.

Een portaalaandrijving is een overbrenging in de aandrijfas van een voertuig, waarmee een hogere dan wel lagere bodemvrijheid gecreëerd kan worden. Voorbeelden van een hogere bodemvrijheid zijn veel te vinden bij tractoren (meestal HC of Hi(gh)-Crop genoemd) en terreinvoertuigen (zoals de Unimog en Humvee). Voorbeelden van verlagen door middel van portaalassen kan men vinden in de wereld van het openbaar vervoer: lijnbussen met een lage instap hebben portaalassen.

## Beschrijving
Vergeleken met een normale lay-out bieden portaalassen het voertuig een grotere bodemvrijheid, omdat zowel de asbuis als het differentieelhuis hoger onder het voertuig zijn weggewerkt.
Door de reductie aan het wiel, die het koppel op alle andere componenten van de aandrijflijn vermindert, kan de omvang van het differentieelhuis worden beperkt om nog meer bodemvrijheid te winnen. Bovendien kunnen alle onderdelen van de aandrijflijn, in het bijzonder de overbrengingsbak en de aandrijfassen, lichter worden gebouwd. Dit kan van nut zijn om het zwaartepunt bij een gegeven bodemvrijheid te verlagen. Wanneer een voertuig ook een lagere topsnelheid nodig heeft, in ten minste één versnelling, kan de overbrengingsverhouding zo worden gekozen dat deze wordt verlaagd. De militaire Kübelwagen van de Tweede Wereldoorlog gebruikte een verhouding van 1,4:1 om een loopsnelheid van 2,5 mph in de eerste versnelling te verkrijgen, evenals een nuttige hefhoogte van 50 mm.
Aangezien deze systemen echter een zwaardere en complexere naafconstructie vereisen, kunnen zij resulteren in een hoger onafgeveerd gewicht en vereisen zij robuuste ascontrole-elementen om een voorspelbaar rijgedrag te verkrijgen. Bovendien kan bij hogere snelheden de naafconstructie oververhit raken.
Zij worden ook gebruikt bij spoorwegen en lagevloerbussen, hoewel de constructie bij bussen tegengesteld is aan die bij terreinwagens - de as bevindt zich onder het middelpunt van het wiel. De omgekeerde portaalas maakt het dus mogelijk de vloer van de bus te verlagen, waardoor de toegang tot de bus wordt vergemakkelijkt en de beschikbare hoogte van de cabine wordt vergroot.
Een Land Rover Defender uitgerust met boutbevestigde portaalassen
Een portaalas met boutbevestiging is een behuizing met een tandwielstel dat op de eindflens van de asbuis wordt geschroefd. Met deze aanpak kunnen bestaande voertuigen worden omgebouwd voor het gebruik van portaaltilliften zonder de assen te wijzigen (Volvo C303 of Unimog 404).

## Voorbeelden
- AM General HMMWV en Hummer H1
- Internationale FTTS
- Land Rover Defender 130CC-R(hino)
- Mercedes-Benz G500 4×4² en G63 AMG 6x6 vrachtwagen.
- Mercedes-Benz Unimog
- Porsche 597[bron?]
- Porsche 911 in Porsche 997 GT3 R Hybrid (2010)
- Praga V3S (1952-1989) - 3 ton all-terrain vrachtwagen (6x6)
- Steyr Puch Haflinger
- Steyr-Daimler-Puch Pinzgauer
- Tatra T 805 kleine vrachtwagen
- Tatra T 810 middelzware vrachtwagen
- Toyota Mega Cruiser (civiel model en het hoge mobiliteitsvoertuig van de JGSDF)
- Volkswagen Type 2 (eerste generatie) Transporter | Kombi | Microbus[dubieus - bespreken]
- Volkswagen Type 82 Kübelwagen
- Volkswagen Type 166 Schwimmwagen
- Volkswagen Type 181
- Volvo C303
- LuAZ/ZAZ 969
- UAZ-469 (alleen militaire versies)